# Come Closer
Come Closer is het zevende muziekalbum van de Turkse zanger Tarkan. Come Closer is tevens Tarkans eerste geheel Engelstalige album. Het album werd op 7 april 2006 in Europa en Centraal-Azië uitgebracht door Universal Records. Tarkan begon met zijn opnames voor dit album negen jaar voordat de cd daadwerkelijk uitgebracht zou worden. Over de titel van zijn album zei Tarkan het volgende:
"I think that my music is very unique and connects both worlds. That's the reason why I named my album Come Closer. I believe in cultural sharing, in the idea of we-belong-altogether. In my opinion, music should have no borders and we should all try to come closer".
Nederlands: "Ik denk dat mijn muziek uniek is en twee werelden met elkaar verbindt. Dat is de reden waarom ik mijn album Come Closer heb genoemd. Ik geloof in het delen van cultuur, in het idee "we horen allemaal bij elkaar". Naar mijn mening zou muziek geen grenzen moeten hebben en zouden we allemaal dichter bij elkaar moeten komen."
In augustus 2005 lekten, door het toedoen van een Turkse DJ, enkele nummers van Come Closer uit op het internet. Deze nummers werden in discotheken en andere uitgaansgelegenheden volop gedraaid voordat het management van Tarkan er iets aan kon doen. Pas acht maanden later zou het album officieel uitgebracht worden. Mede hierdoor, maar ook door het feit dat het album niet goed gepromoot werd, is Come Closer geen groot succes geworden. Van de nummers Bounce en Start The Fire zijn videoclips gemaakt.
Enkele grote namen hebben meegewerkt aan het album van Tarkan. Siedah Garrett (bekend van haar duet met Michael Jackson (I Just Can't Stop Loving You) en van haar nummer Man in the Mirror) zong op Tarkans album mee voor het nummer Touch. De Fugees-zanger Wyclef Jean, die op dat moment onlangs met Shakira een hit had met Hips Don't Lie rapt mee bij het nummer Why Don't We (Aman Aman). Op het album staan songs van Billy Mann, die eerder onder andere schreef voor Sting en de Backstreet Boys. Tot slot hadden Brian Kierulf en Josh Schwartz, bekend van de albums van Britney Spears, ook een rol in Come Closer. In studio's in Istanboel, Los Angeles en New York hebben muzikanten uit allerlei landen aan dit album meegewerkt.
Tarkan zal in 2008 of 2009 een U.S. Remix album uitbrengen. Dit album zal bestaan uit meerdere nummers van Come Closer en enkele nieuwe Engelstalige nummers (o.a. met Miri Ben-Ari).

## Tracklist
1. "Just Like That" – 3:39
2. "In Your Eyes" – 3:36
3. "Why Don't We (Aman Aman)" – 3:49
4. "Mine" – 3:19
5. "Over" – 4:22
6. "Start The Fire" – 3:26
7. "Shhh" – 3:34
8. "Bounce" – 3:45
9. "Come Closer" – 4:18
10. "Don't Leave Me Alone" – 4:02
11. "Shikidim" – 3:55
12. "I'm Gonna Make U Feel Good" – 3:54
13. "Mass Confusion" – 4:09
14. "Touch" – 4:18
15. "If Only You Knew" – 3:23

## Personeel
- Leadzanger — Tarkan
- Achtergrondzangers — Anas Allaf, Siedah Garrett, Billy Mann
- Keyboard — Pete Martin, Devrim Karaoglu, Ozan Çolakoğlu, Brian Kierulf, Lester Mendez
- Gitaar — Anas Allaf, Marc Copely, Brian Kierulf, Billy Mann, Giles Palmer
- Drums programming —Pete "Boxsta" Martin, Devrim Karaoglu,Ozan Çolakoğlu
- Slaginstrumenten — Mehmet Akatay, Cengiz Ercumer
- Snaarinstrumenten — Grup Gündem
- Bağlama — Çetin Akdeniz
- Programmering — Pete Martin, Devrim Karaoglu, Ozan Çolakoğlu, Brian Kierulf, Lester Mendez
- Uitvoerend producent — Tarkan
- Mixed door Dexter Simmons
- Mastering door Eddie Schreyer
- Fotografie door Tamer Yılmaz
- Haar door Yıldırım Özdemir
- Make-up door Neriman Eroz
- Artdirector — Marc Schilkowski

## Hitlijsten

### Come Closer (album)
| Hitlijst (2006)       | Hoogste positie |
| --------------------- | --------------- |
| Duitse Hitlijst       | 18              |
| Zwitserse Hitlijst    | 43              |
| Oostenrijkse Hitlijst | 50              |

### Bounce (single)
| Hitlijst (2005)                | Hoogste positie |
| ------------------------------ | --------------- |
| Turkse Dance Chart             | 1               |
| Duitse Dance Chart             | 5               |
| Duitse Singles Chart           | 15              |
| Finse Singles Chart            | 16              |
| Russische Airplay Chart        | 25              |
| Oostenrijkse Singles Chart     | 43              |
| Zwitserse Singles Chart        | 60              |
| Airplay World Official Top 100 | 65              |
| World Singles Official Top 100 | 75              |

### Start The Fire (single)
| Hitlijst (2006)        | Hoogste positie |
| ---------------------- | --------------- |
| Turkse Dance Chart     | 1               |
| Turkse Top 20 Hitlijst | 17              |
| Duitse Singles Chart   | 43              |